# Condado de Kildare
El condado de Kildare (en irlandés: Cill Dara) es un condado de la República de Irlanda situado al suroeste del condado de Dublín, en la provincia de Leinster. Su nombre significa en irlandés iglesia (Cill) de roble (Dara).
Área: 1.693 km². Población (2006): 186.075 Capital: Naas.

## Ciudades importantes
La ciudad de Kildare es la más antigua del condado y la más histórica. Naas (Nás na Ríogh o An Nás en irlandés) es la capital de condado. Newbridge (Droichead Nua) es la ciudad mayor de Kildare y se sitúa en el centro del condado, cerca del llano de Curragh. Es una ciudad próspera y de rápido crecimiento, de 20.000 habitantes. Maynooth (Maigh Nuad) es el centro educativo e histórico del condado. Alberga la universidad nacional de Irlanda y la universidad de St Patrick. La ciudad de Leixlip (Léim un Bhradáin) es el centro industrial de Kildare del norte, con instalaciones de Intel y de Hewlett-Packard, mientras que Kilcock (Cill Choca) es una población a 6 km (4 millas) de Maynooth. Celbridge (Cill Droichid) es la ciudad con la calle más larga de Irlanda, y Straffan el lugar donde se ha celebrado una vez la Ryder Cup. en Monasterevin (Mainistir Éimhín) se encuentra la abadía de Moore del siglo VI fundada por St. Evin. Caragh es otra aldea notable en Kildare entre el río Liffey y su importante canal. La población de Kildare del Este ha crecido rápidamente.

## Transporte e infraestructura

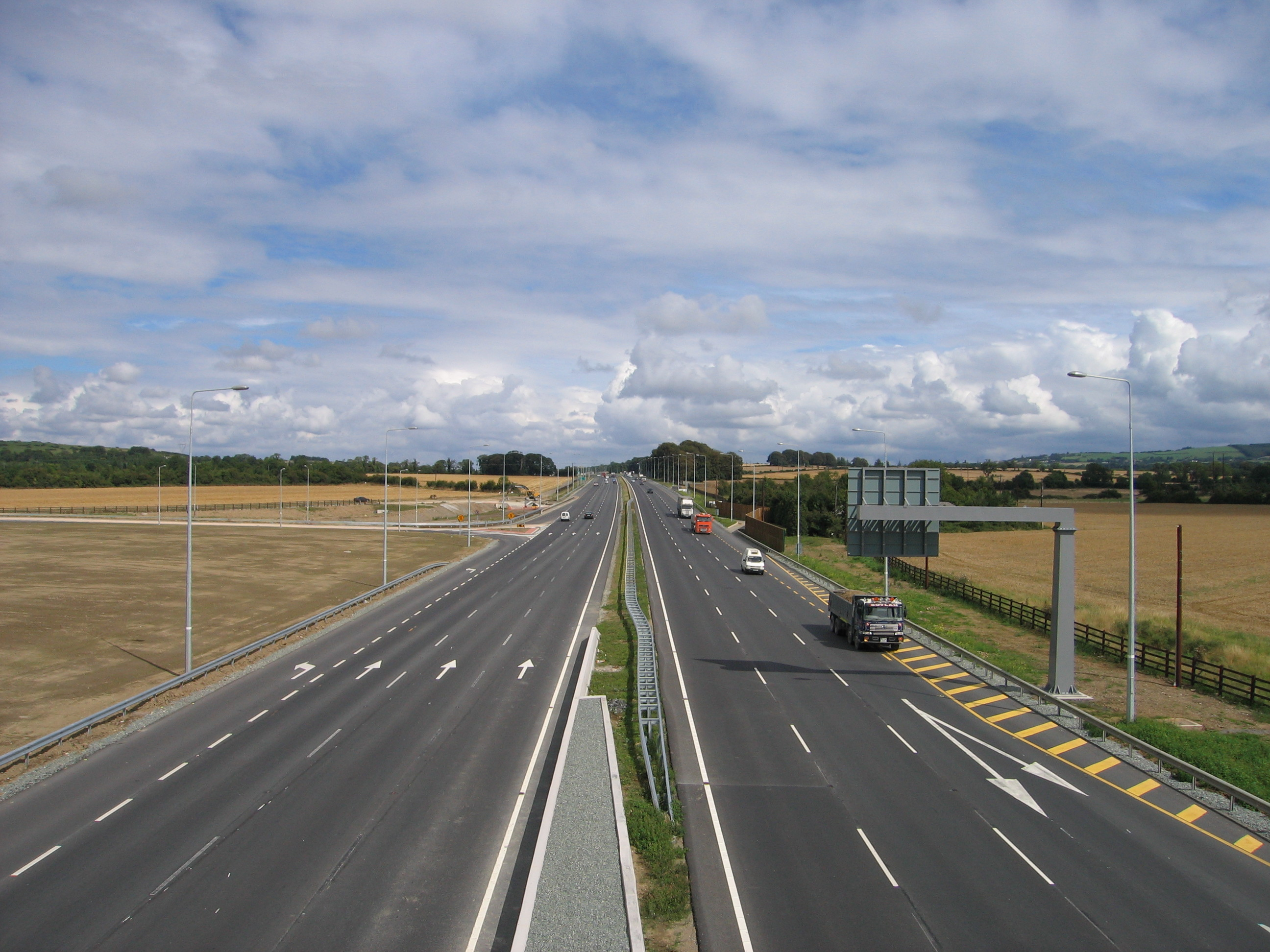
Autopista regional

El condado de Kildare es servido por dos carreteras principales de Dublín. La N4 (M4) de Dublín a Sligo atraviesa el norte del condado con enlaces a las ciudades de Leixlip, Celbridge, Maynooth y Kilcock. La N7 (M7) de Dublín a Limerick discurre a través del condado y enlaza con las ciudades de Naas, Newbridge, Kildare y Monasterevin. Esta carretera se dobla comúnmente con la “carretera de doble sentido de Naas” porque cuando fue ampliada originalmente a finales de los años 60, el camino de Dublín a Naas era una calzada de doble sentido, una de las primeras de su clase en Irlanda. El N9 (M9) es otra ruta nacional que comienza en Kilcullen y termina en Waterford. Las primeras millas de ella son la autopista que esencialmente puentea Kilcullen, de un solo carril que pasa por ciudades tales como Timolin, Moone y Castledermot antes de salir del condado en la frontera con Carlow. El condado también es servido desde Dublín por una línea ferroviaria a Cork. La estación de tren interurbana en el condado es Kildare, pero Newbridge, Sallins y Hazelhatch también son servidos por un servicio de trenes de viajeros desde y hasta Dublín.

## Comercio
Con algunas autopistas importantes hacia Dublín, Kildare es actualmente la base irlandesa y europea de las firmas Intel y Hewlett-Packard de electrónica. Los negocios de fabricación de pizza y de supermercados o almacenes se centran en Naas. La población del condado se ha doblado a 200.000 entre 1990-2005, y la zona noreste tenía la renta media per cápita más alta de Irlanda, exceptuando el condado Dublín en 2003.

## Deportes
El apodo para el equipo de Kildare GAA es Lilywhites, una referencia a los jerséis totalmente blancos que usan. Kildare fue el primer equipo que ganó el SAM Maguire todo el campeonato de fútbol de Irlanda en 1928, que derrotó a Cavan 2-6 a 2-5. El condado Kildare también se conoce como el condado de Shortgrass, que hace referencia a la hierba corta en los campos comunes de Curragh.

## Política
El condado se divide políticamente en los distritos electorales de Dáil, norte de Kildare (3 escaños, será aumentado a 4 en la siguiente elección) y Kildare al sur (3 escaños). Sin embargo, el condado entero es gobernado en el nivel de la autoridad local por el Concejo del condado de Kildare.

## Ciudades y pueblos
- Allenwood 981
- Athgarvan 1,176
- Athy 9,677
- Ballymore Eustace 873
- Ballyoulster 479
- Ballyroe 181
- Ballysax 342
- Ballytore 793
- Blessington 5,520
- Brownstown 883
- Calverstown 699
- Carragh 966
- Castledermot 1,475
- Celbridge 20,288
- Clane 7,280
- Coill Dubh (Blackwood) 746
- Derrinturn 1,602
- Droichead Nua (Newbridge) 22,742
- Grangemore 217
- Johnstown 1,005
- Johnstownbridge 683
- Kilberry 400
- Kilcock 6,093
- Kilcullen 3,710
- Kildangan 317
- Kildare 8,634
- Kill 3,348
- Kilmeade (Kilmead) 309
- Kilmeage 1,082
- Kilteel 214
- Ladytown 460
- Leixlip 15,504
- Maddenstown 133
- Maynooth 14,585
- Milltown 344
- Monasterevin 4,246
- Naas 21,393
- Narraghmore 378
- Nurney 456
- Prosperous 2,333
- Rathangan 2,611
- Rathcoffey 271
- Robertstown 707
- Sallins 5,849
- Straffan 853
- Suncroft 746